# Kirche Stellau

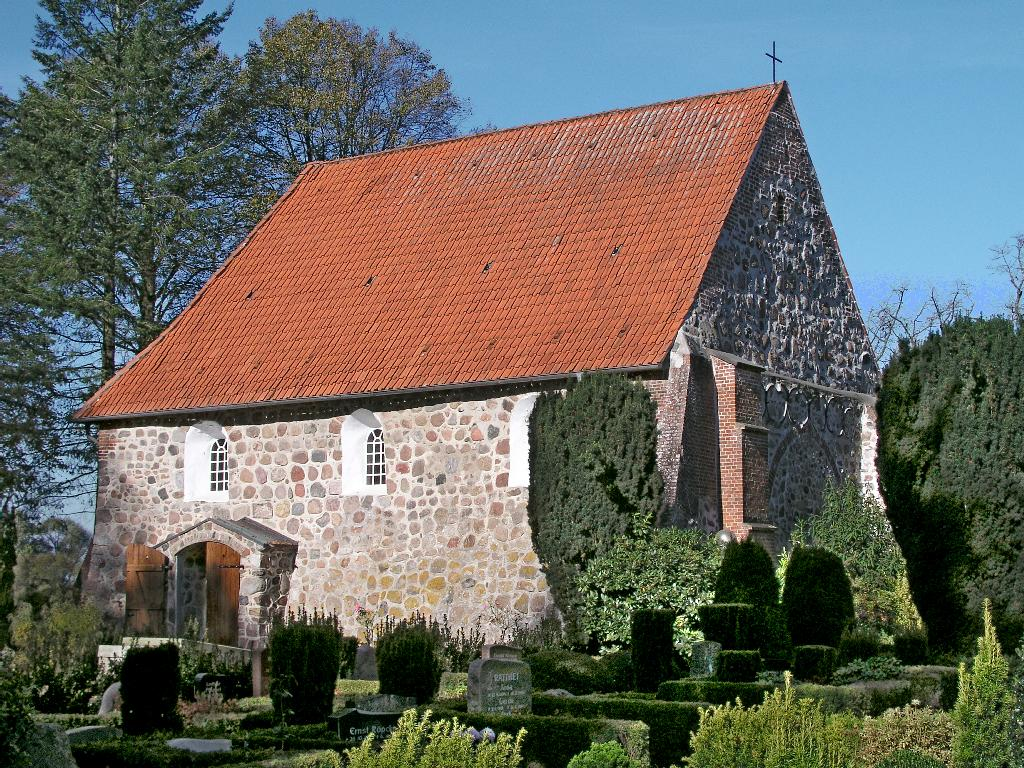
Die Kirche von Südosten

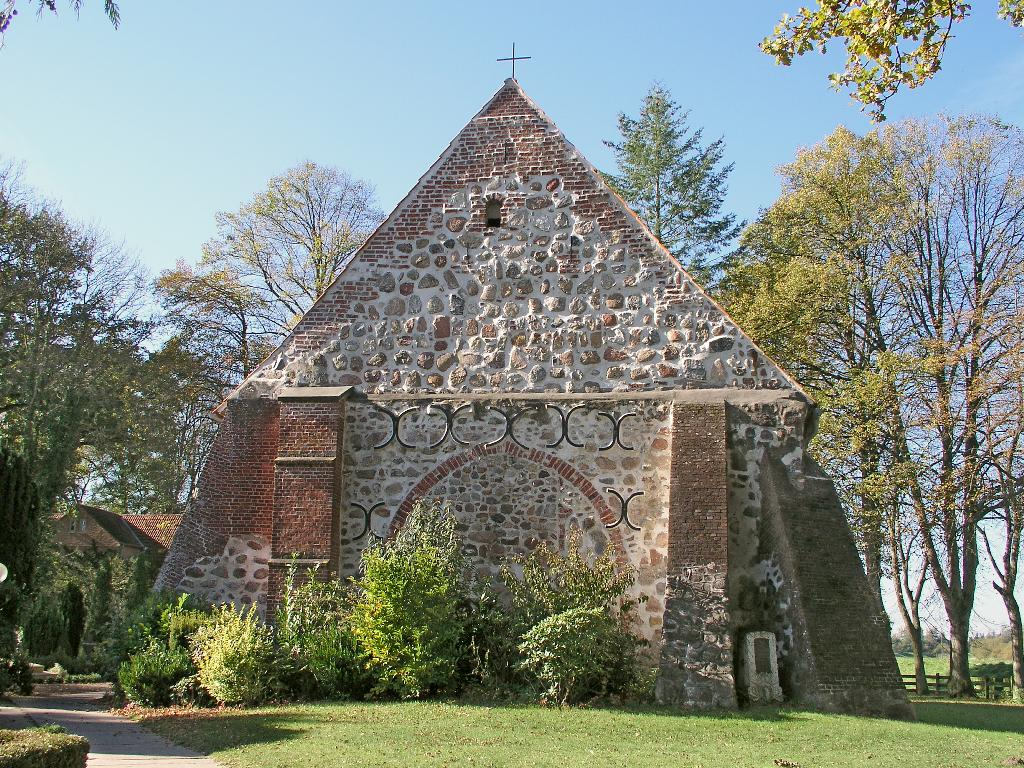
Zugemauerter Chorbogen im Ostgiebel

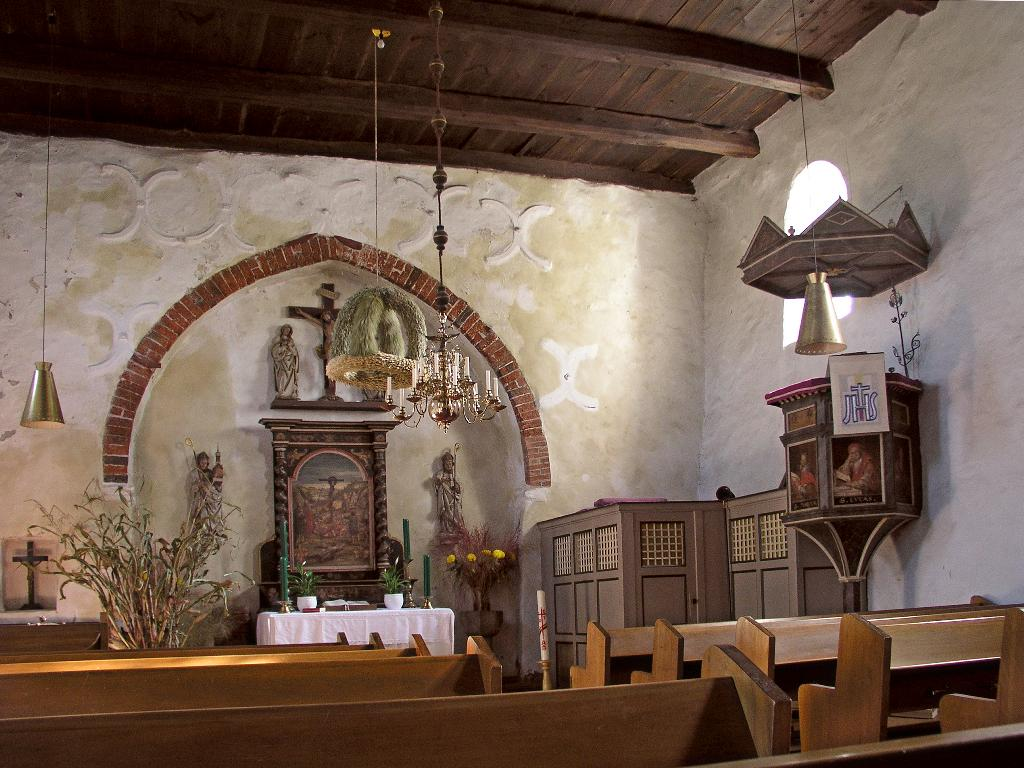
Das Innere mit Altar und Kanzel

Die Kirche von Stellau liegt in einem Ortsteil von Wrist in der Niederung von Stör und Bramau. Es ist ein turmloser, einschiffiger Feldsteinbau. Die Feldsteine sind mit Gips vom Kalkberg in Segeberg vermauert. Stilistisch zeigt das Bauwerk sowohl romanische Elemente (die rundbogigen Fenster) als auch gotische (der rundspitze Chorbogen). Zum Ensemble gehören ferner das alte reetgedeckte Pastorat von 1706, das neue klassizistische Pastorat von 1858 und ein freistehender Glockenstuhl mit verbrettertem Gehäuse von 1851.

## Geschichte
Im Jahr 1201 errichteten die Ritter von Krummendiek die Kirche in der Nähe des Schlachtfeldes von Stellau.
1230 wurde sie durch Erzbischof Gerhard II. von Bremen geweiht.
1636 stürzte der Chor ein. Der gotische Chorbogen wurde zugemauert. Ab dem 17. Jahrhundert wurden die Außenwände durch Stützpfeiler verstärkt. Zur weiteren Stabilisierung wurden Maueranker eingefügt.
Nach der Reformation übernahmen die Rantzaus das Patronat der Kirche, das bis heute besteht.
Um 1900 wurde der Nordeingang der Kirche zum Fenster vermauert.
Mitte des 20. Jahrhunderts erhielt die Kirche eine Empore und eine Orgel.

## Ausstattung
- Altar
Der Altar trägt ein barockes Retabel mit gedrehten Säulen, das Mitte des 17. Jahrhunderts hergestellt wurde. In der Predella ist das Abendmahl dargestellt in Öl auf Holz. Der Hauptteil zeigt in Öl auf Leinwand eine Darstellung der Ehernen Schlange (Num 21 LUT).
- Taufstein
Die Taufe von 1593 besteht aus Sandstein. Es wurde von dem damaligen königlichen Statthalter von Schleswig-Holstein Heinrich Rantzau und seiner Frau Christine von Halle gestiftet, deren Schloss Breitenburg nicht weit entfernt liegt. Das Taufbecken, das auf einem kannelierten Schaft steht, trägt eine zweizeilige Umschrift, in der vermerkt ist, dass die Stifter beide 68 Jahre alt waren, und die Wappen des Stifterehepaares. Es ist eine der frühesten reformatorischen Sandsteintaufen des Landes. Reste der ursprüngliche Farbfassung, Gold für die Schrift und den Umriss der Wappen, Rot und Weiß für die Wappen und Schwarz am Schaft, haben sich erhalten.
- Weihwasserbecken
Neben dem Altar steht das pokalförmige steinerne Weihwasserbecken auf achteckigem Schaft.
- Bischofsfiguren und Kreuzgruppe
Zwei Bischofsfiguren und eine Kreuzgruppe vom Ende des 15. Jahrhunderts befinden sich neben bzw. über dem Altar. Die Figuren stellen Vicelin und Ansgar dar, letzteren als Kirchengründer mit einer Kirche in der Hand.
- Kanzel
Der vierseitige Korb wurde um 1560 geschaffen. Die Darstellung der vier Evangelisten in den Feldern (Öl auf Holz) ist jüngeren Datums.

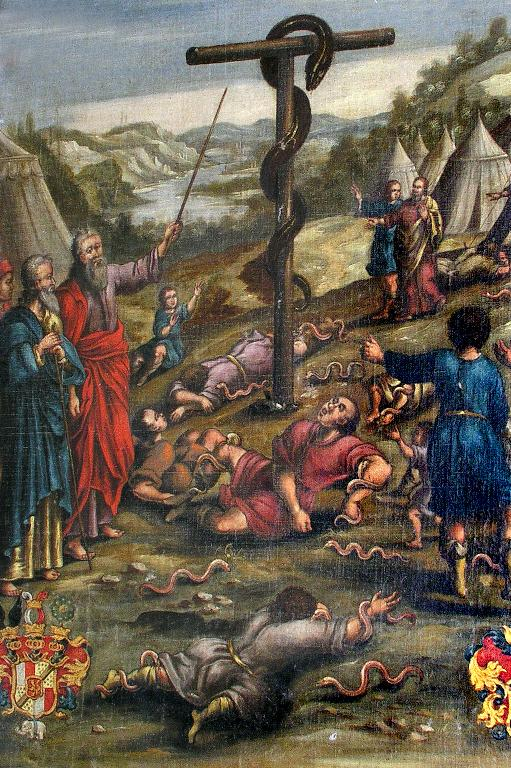
Altarbild „Eherne Schlange“
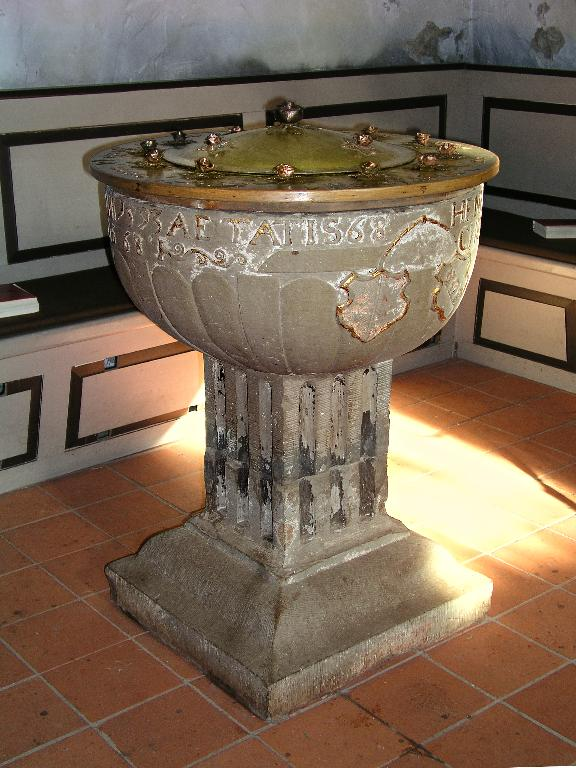
Taufstein von 1593
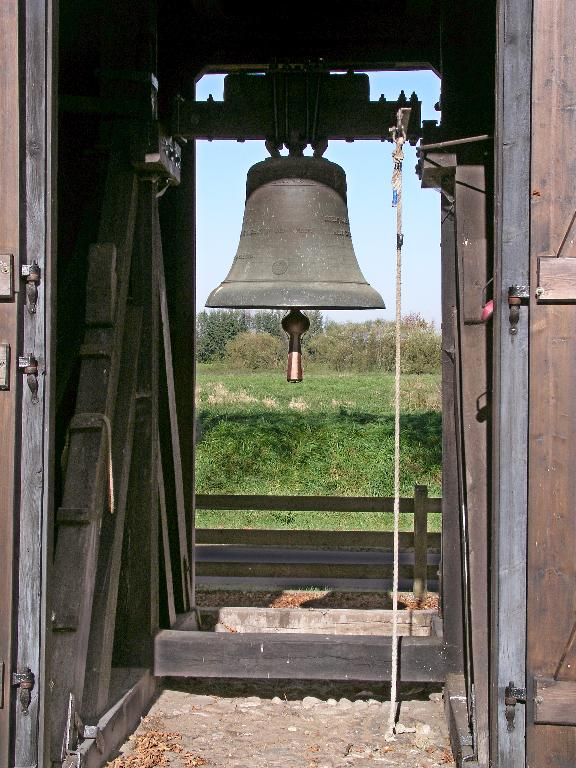
Glockenstuhl von 1851